# 호쿠보정
호쿠보정(北房町)은 오카야마현의 북부 조보군에 있던 정이다. 2005년 3월 31일, 마니와군 오치아이정, 가쓰야마정, 구세정, 유바라정, 가와카미촌, 주카촌, 미카모촌, 야쓰카촌과 합병으로 마니와시가 되어 소멸하였다.

## 역사
- 1889년 6월 1일 - 정촌제 시행에 의해 아가군 아쿠라촌, 가미미즈타촌, 미즈타촌, 나카쓰이촌이 탄생하였다.
- 1900년 4월 1일 - 아가군 중 상기 4촌과 나카이 촌(현·다카하시시)의 범위가 조보군에 편입되었다. 잔부는 아가 군과 테쓰타 군이 합병해 아테쓰 군이 되었다.
- 1929년 7월 4일 - 조보군 아사에촌이 정으로 승격해, 아사에정이 되었다.
- 2005년 3월 31일 - 마니와군 오치아이정, 가쓰야마정, 구세정, 유바라정, 가와카미촌, 주카촌, 미카모촌, 야쓰카촌과 합병으로 마니와시가 되었다. 동일 호쿠보정은 폐지되었다.

## 교통

### 철도
- 서일본 여객철도 기신 선

### 도로
- 주고쿠 자동차도 (호쿠보 나들묵)
- 국도 제313호선 (일본)(일본어판)